# Idahos flagga
Idahos flagga antogs 1907, men blev officiell först 1927 och modifierades något 1957. Idaho blev amerikansk delstat 1890. Statens sigill från 1891 finns i flaggans centrum.
År 2001, nordamerikanska vexillologiska föreningen gjorde en undersökning med sina medlemmar på designer av alla 72 kanadensiska provinser, USA:s delstater och USA:s territoriella flaggor kombinerat. Idaho slutade i botten tio, rankades 64:e på design av 72.